# Eteldreda de Ely
Æthelthryth o Æðelþryð (Exning, Suffolk, c. 636 – Ely, 23 de junio de 679) es santa de la Iglesia Católica, de origen anglosajón, princesa de Anglia Oriental, reina de Fens y abadesa de Ely en el condado inglés de Cambridgeshire. Se la conoce también como Audrey, la castellanización Eteldreda y demás variantes.

## Vida
Æthelthryth nació probablemente en Exning, cerca de Newmarket en Suffolk. Fue una de las cuatro hijas del rey Anna de Estanglia (muerto c. 653), todas ellas fundadoras de abadías.
Eteldreda se casó en primeras nupcias (c. 652) con Tondberct, príncipe del sur de Gyrwas, el sector anglosajón de los Fenlands (gyr, inglés antiguo para fen, “marisma”). Sin embargo, consiguió convencer a su marido para mantener el voto de virginidad perpetua que había realizado previo al matrimonio. A la muerte de él 655, Æthelthryth se retiró a la isla de Ely, que le fue otorgada en Morgengabe por Tondberct.
Æthelthryth se volvió a casar en 660, esta vez con Ecgfrith, rey de Northumbria, por razones políticas. Poco después del ascenso de Ecgfrith al trono en el año 670, Æthelthryth se hizo monja. Este hecho posiblemente fuese el causante de la disputa de Ecgfrith con Wilfrid, arzobispo de York. Se dice que pese a que Ecgfrith inicialmente consintió que Æthelthryth mantuviese su virginidad, hacia el año 672 quiso consumar su matrimonio e incluso intentó sobornar a Wilfrid para que éste usase su influencia sobre la reina a tal propósito. Habiendo fracasado en su intento, el rey intentó que la reina dejase su clausura por la fuerza. Æthelthryth huyó de Ely con dos monjas leales y consiguió evadir su captura gracias, en parte, a la milagrosa subida de la marea. Algunas versiones de la leyenda relatan que interrumpió su huida en "Stow" y se refugió bajo un milagroso árbol que creció de su bastón plantado en la tierra. "Stow" llegó a conocerse como "Stow de Santa Etheldreda" cuando se erigió una iglesia para conmemorar este hecho. (Es probable que se refiera a otro "Stow", cerca de Threekingham.) Ecgfrith se casó posteriormente con otra mujer, Eormenburg, y expulsó a Wilfrid de su reino en 678. Según la Crónica Anglosajona, Æthelthryth fundó el monasterio en Ely en 673, que quedaría destruido durante la invasión danesa de 870.

## Legado
Beda cuenta cómo, tras su muerte, los restos de Æthelthryth fueron desenterrados por su hermana y sucesora, la abadesa Sexburga de Ely, y enterrada en un ataúd de mármol blanco de Cambrigde. Dicha hermana, la sobrina de Æthelthryth y su sobrina nieta, todas princesas y dos de ellas reinas viudas (de Kent y Mercia), la sucedieron como abadesas de Ely. En Ely Place, Holborn, Londres, existe una Iglesia de Santa Etheldreda, dedicada a ella. Originalmente era parte del palacio de los obispos de Ely. Tras la reforma anglicana, el palacio fue empleado por los embajadores españoles, permitiendo que continuase el culto católico en la iglesia. 
La versión popular del nombre de Æthelthryth fue Santa Awdrey, origen de la palabra inglesa tawdry ("hortera" en español). Sus devotos llevaban modestos adornos de encaje en la feria anual celebrada en su nombre en Ely. A medida que los años pasaron, estos adornos empezaron a ser vistos como antiguos y de poca calidad, especialmente en el siglo XVII, cuando los puritanos ingleses comenzaron a renegar de cualquier tipo de ropa de encaje.

## Véase también

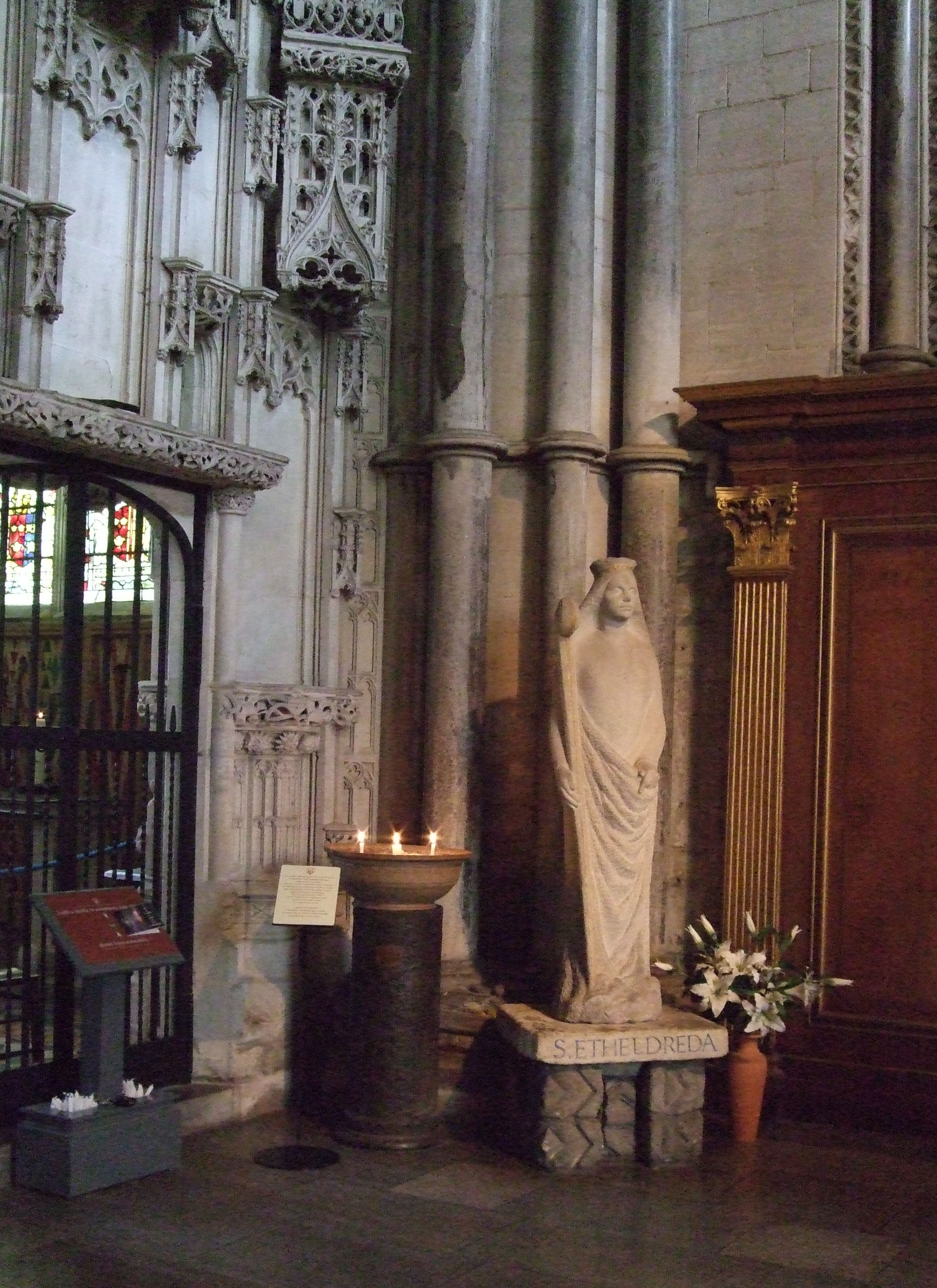
Estatua de Santa Etheldreda en la Catedral de Ely.